# 大成建設爆破事件
大成建設爆破事件（たいせいけんせつばくはじけん）とは、1974年12月10日に東京都中央区で発生した東アジア反日武装戦線「大地の牙」グループによる爆弾テロ事件。連続企業爆破事件の一つである。

## 標的の来歴
標的となった大成建設は、かつての大倉財閥系の企業である。大倉財閥は軍需関係で成長したことから「死の商人」の異名をとっている。東アジア反日武装戦線は、「大成建設が1922年に信濃川水力発電所で朝鮮人労働者を大量に虐殺した」「大成建設は日本帝国主義の侵略の尖兵」とし、テロの標的とした。

## 事件の概要
東アジア反日武装戦線「大地の牙」グループは、当初はホテルオークラの敷地内にある大倉集古館を爆破する予定であったが、大成建設本社に変更した。
1974年12月10日午前11時、大成建設本社ビルの1階駐車場が爆破された。この爆発により、警視庁築地警察署員や大成建設社員の9人が負傷した。歳末特別警戒実施中に起きた爆弾テロであり、警察は大きな衝撃を受けた。